# لارکتون
لارکتون (به انگلیسی: Larkton) یک روستا در بریتانیا است که در No Man's Heath and District واقع شده‌است. لارکتون ۲۸ نفر جمعیت دارد.